# Conflicto de Assam
El conflicto en Assam es una insurgencia en el estado de Assam de India.
El conflicto se inició en la década de 1970. Se deriva de la tensión entre Assam y el abandono y la colonización interna por parte del gobierno de la India con su centro federal de Nueva Delhi. Además, el estado es rico en petróleo. El Movimiento Separatista Asamés ha costado la vida 12.000 miembros del ULFA y 18.000 civiles y miembros de otros grupos.
Sin embargo, varias organizaciones conforman la insurgencia, entre ellos el Frente Unido de Liberación de Assam (ULFA), Ejército de Liberación Nacional Adivasi, Karbi Longri N.C. Hills Liberation Front (KLNLF) y el Frente Nacional Democrático de Bodoland (NDFB). ULFA es quizás el más grande de estos grupos, y una de las más antiguas, que se fundó en 1979. ULFA tiene o utiliza vínculos con la Inter-Services Intelligence de Pakistán. Ha participado activamente en el negocio del narcotráfico. También se ha atacado de habla hindi trabajadores migrantes de habla hindú.